# 螣蛇增十七
HD 219962，又名BD+47 4114，SAO 52912、HR 8875，HIP 115171、是一颗位於仙女座的恒星，视星等为6.32，位于銀經107.6，銀緯-11.74，其B1900.0坐标为赤經23h 14m 59.7s，赤緯+47° -11.74′ 58″。